# Kurier Iławski
Kurier Iławski - Tygodnik Regionu Iławskiego, wydawany od 1992 roku przez Wydawnictwo Kurier-Media w Iławie.
- Jest lokalnym tygodnikiem informacji i opinii (o zasięgu regionalnym) obejmującym trzy obszary: powiat iławski, a ponadto część powiatów sąsiednich – Nowe Miasto (od południa) oraz Kwidzyn (od północy).
- Założony został w roku 1992 przez Jarosława Synowca, pierwszego redaktora naczelnego. Od roku 2008 zmienia się struktura wydawnictwa: Synowiec przechodzi na pozycję wydawcy i dyrektora całego wydawnictwa, natomiast redaktorem naczelnym w redakcji staje się Radosław Safianowski, wieloletni dziennikarz i redaktor „Kuriera”.
- Tygodnik zatrudnia prawie 30 osób oraz posiada własną stronę internetową, dzięki której – oprócz lektury wybranych materiałów – można wyrażać swoje komentarze pod artykułami oraz podyskutować na forum.
- „Kurier Iławski” to tabloid formatu A3, składający się z 40 stron (plus dodatek TV).

## Dodatki tematyczne
- Kurier Budowlany
- Kurier Moto
- Kurier Zdrowia i Urody
- Kurier z Gminy
- oraz tygodniowy program TV

## Nakład
- Nakład tygodnika wynosi 10.001 egzemplarzy (średnie zwroty: 10%).